# Schweizer Skimeisterschaften 1950
Die Schweizer Skimeisterschaften 1950 fanden vom 24. bis zum 26. Februar 1950 in Crans und am 19. Februar 1950 in Linthal statt. Ausgetragen wurden im Skilanglauf die Distanzen 18 km und 50 km. Beim 18-km-Lauf wurde Fritz Zurbuchen und beim 50-km-Lauf Victor Borghi Erster. Das Skispringen gewann Andreas Däscher und die Nordische Kombination Jacques Perreten. Im Ski Alpin wurden die Disziplinen Abfahrt und Slalom ausgetragen. Bei den Männern gewann Adolf Odermatt die Abfahrt, Franz Bumann den Slalom und Alfred Rombaldi die Kombinationswertung. Bei den Frauen siegte Idly Walpoth in der Abfahrt und Trina Vetsch-Steiner abschliessend in der Kombinationswertung. Zudem triumphierte Renée Clerc im Slalom.

## Skilanglauf

### 18 km
| Platz | Name             | Verein        | Zeit (std) |
| ----- | ---------------- | ------------- | ---------- |
| 01    | Fritz Zurbuchen  | SC Kandersteg | 1:01:20    |
| 02    | Odilo Zurbriggen | Saas-Fee      | 1:02:29    |
| 03    | Walter Lötscher  | Flühli        | 1:02:56    |
| 04    | Franz Regli      | Andermatt     | 1:02:58    |
| 05    | Theo Allenbach   | Bern          | 1:03:03    |
| 06    | Alfons Supersaxo | Saas-Fee      | 1:03:29    |
| 07    | Karl Bricker     | Attinghausen  | 1:03:37    |
| 08    | Alfred Roch      | Château-d'Oex | 1:03:54    |

Datum: Samstag, 25. Februar 1950
 Fritz Zurbuchen siegte mit der Zeit von 1:01:20 Stunden und einer Minute und neun Sekunden Vorsprung auf Odilo Zurbriggen aus Saas-Fee und Walter Lötscher aus Flühli. Der Vorjahressieger Theo Allenbach wurde Fünfter.

### 50 km
| Platz | Name           | Verein         | Zeit (std) |
| ----- | -------------- | -------------- | ---------- |
| 01    | Victor Borghi  | Les Diablerets | 3:45:44    |
| 02    | Josef Schnyder | Oberwil        | 3:55:16    |
| 03    | Marcel Matthey | La Brévine     | 3:59:11    |
| 04    | Franz Regli    | Andermatt      | 4:00:23    |
| 05    | Theo Allenbach | Bern           | 4:00:50    |
| 06    | Karl Bricker   | Attinghausen   | 4:06:54    |

Datum: Sonntag, 19. Februar 1950

Das mit 112 Sportler gestartete Rennen gewann Victor Borghi in einer Zeit von 3:45:44 Stunden mit neun Minuten und 32 Sekunden Vorsprung vor Josef Schnyder und Marcel Matthey und holte damit nach 1936, 1937 und 1942 seinen vierten Meistertitel über diese Distanz. Der Vorjahressieger Karl Bricker wurde Sechster und der Mitfavorit Theo Allenbach Fünfter.

## Nordische Kombination

### Einzel
| Platz | Name             | Ort            | Punkte |
| ----- | ---------------- | -------------- | ------ |
| 01    | Jacques Perreten | Les Diablerets | 34,59  |
| 02    | Alfons Supersaxo | Saas-Fee       | 34,78  |
| 03    | Franz Regli      | Andermatt      | 53,13  |
| 04    | Walter Regli     | Andermatt      | 60,25  |
| 05    | Francis Duvoisin | Les Rasses     | 63,86  |

Datum: Freitag, den 24. Februar 1950 und Samstag, 25. Februar 1950
 Jacques Perreten gewann vor den Titelverteidiger Alfons Supersaxo und Franz Regli seinen einzigen Meistertitel in der Nordischen Kombination.

## Skispringen

### Normalschanze
| Platz | Name             | Verein         | Punkte |
| ----- | ---------------- | -------------- | ------ |
| 01    | Andreas Däscher  | SC Davos       | 218,9  |
| 02    | Rudolf Bärtschi  | SC Adelboden   | 207,5  |
| 03    | Alfons Supersaxo | Saas-Fee       | 207,1  |
| 04    | Hans Zurbriggen  | Saas-Fee       | 206,8  |
| 05    | Jacques Perreten | Les Diablerets | 205,4  |
| 06    | Fritz Schneider  | SC Davos       | 204,9  |

Datum: Sonntag, 26. Februar 1950

Andreas Däscher sprang auf der Vermalaschanze mit Weiten von 56 und 56,5 Metern vor Rudolf Bärtschi und Alfons Supersaxo zu seinen ersten Meistertitel. Der Vorjahressieger Willy Klopfenstein war nicht am Start.

## Ski Alpin

### Männer

#### Abfahrt
| Platz | Name             | Verein    | Zeit (min) |
| ----- | ---------------- | --------- | ---------- |
| 01    | Adolf Odermatt   | Engelberg | 2:55,0     |
| 02    | Fridolin Felder  | Flühli    | 2:56,6     |
| 03    | Alfredo Rombaldi | Montana   | 2:59,2     |
| 04    | Hansjörg Künzli  | SC Davos  | 3:00,8     |
| 05    | Georges Felli    | Montana   | 3:03,2     |
| 05    | Eric Hansen      | Mürren    | 3:03,2     |

Datum: Samstag, 25. Februar 1950

#### Slalom
| Platz | Name              | Verein            | Zeit (min) |
| ----- | ----------------- | ----------------- | ---------- |
| 01    | Franz Bumann      | Saas Fee          | 2:16,1     |
| 02    | René Rey          | Crans             | 2:19,6     |
| 03    | Adolf Odermatt    | Engelberg         | 2:21,7     |
| 04    | Heinz Steger      | Zürich            | 2:23,5     |
| 05    | Rinaldo Jacomelli | Montana           | 2:24,2     |
| 06    | Michel Pandel     | La Chaux de Fonds | 2:26,5     |

Datum: Sonntag, 26. Februar 1950

#### Kombination
Die Kombination wurde über eine Punktewertung aus den Ergebnissen von Abfahrt und Slalom berechnet.
| Platz | Name            | Verein    | Punkte |
| ----- | --------------- | --------- | ------ |
| 01    | Alfred Rombaldi | Montana   | 4,81   |
| 02    | Franz Bumann    | Saas-Fee  | 8,20   |
| 03    | Hansjörg Künzli | SC Davos  | 8,89   |
| 04    | Georges Felli   | Montana   | 10,22  |
| 05    | René Rey        | Crans     | 10,68  |
| 06    | Karl Gamma      | Andermatt | 10,83  |

### Frauen

#### Abfahrt
| Platz | Name                 | Verein       | Zeit (min) |
| ----- | -------------------- | ------------ | ---------- |
| 01    | Idly Walpoth         | SC Davos     | 2:18,0     |
| 02    | Lilian Blanalt       | Ste Croix    | 2:33,4     |
| 03    | Trina Vetsch-Steiner | Unterwasser  | 2:34,0     |
| 04    | Rosa Wettstein-Stump | Wildhaus     | 2:36,4     |
| 04    | Frieda Dänzer        | SC Adelboden | 2:36,4     |

Datum: Samstag, 25. Februar 1950

#### Slalom
| Platz | Name                 | Verein      | Zeit (min) |
| ----- | -------------------- | ----------- | ---------- |
| 01    | Renée Clerc          | Le Locle    | 2:55,1     |
| 02    | Edmée Abetel         | Lausanne    | 2:55,7     |
| 03    | Ruth Bissig          | Meggen      | 3:03,4     |
| 04    | Trina Vetsch-Steiner | Unterwasser | 3:13,5     |
| 05    | Ida Schöpfer         | Flühli      | 3:16,8     |

Datum: Sonntag, 26. Februar 1950

#### Kombination
Die Kombination wurde über eine Punktewertung aus den Ergebnissen von Abfahrt und Slalom berechnet.
| Platz | Name                 | Verein      | Punkte |
| ----- | -------------------- | ----------- | ------ |
| 01    | Trina Vetsch-Steiner | Unterwasser | 11,99  |
| 02    | Edmée Abetel         | Lausanne    | 14,66  |
| 03    | Rosa Wettstein-Stump | Wildhaus    | 16,78  |
| 04    | Sophie Bonvin        | Crans       | 19,22  |
| 05    | Lily Oesch           | Baden       | 24,68  |